# Columba versicolor
La paloma de Bonin (Columba versicolor) es una especie extinta de ave columbiforme de la familia Columbidae endémica de las islas Nakodo-jima y Chichi-jima, del archipiélago Bonin, en el sur de Japón. Se conoce a partir de cuatro especímenes, el primero de 1827 y el último de 1889. Esta paloma desapareció a finales del siglo XIX a causa de la deforestación, la caza y la depredación sufrida por las ratas y gatos introducidos.

## Descripción

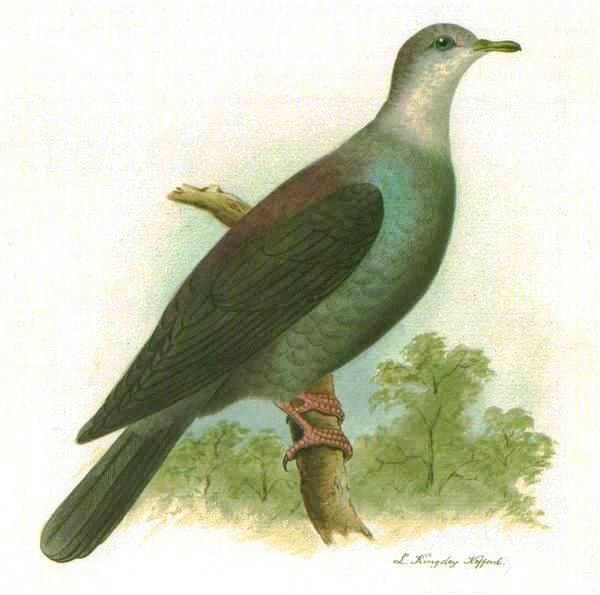
Copia de la ilustración original de Kittlitz, aprox. 1900.

La paloma de Bonin era una paloma de tamaño medio, con una media de 45 cm de largo. Las partes superiores de su cuerpo eran negruzcas con iridiscencias violáceas y verdes en la espalda píleo. El resto de su plumaje era principalmente grisáceo, con la garganta blanca. En las escapulas y el manto tenía brilos verdes amarillentos o broncíneos y en las coberteras de las alas tenía reflejos azules y turquesas. Las coberteras de la parte superior de la cola tenían una franja verde amarillenta en los bordes. Su pecho y vientre estaban bordeados por iridiscencias violetas, siendo más intensas en el pecho. Tenía el iris de los ojos azules, el pico amarillo verdoso con la punta clara, y sus patas eran de color rojo oscuro.

## Extinción
El último avistamiento confirmado se produjo en los bosques de Nakodo-Jima, y su extinción se confirmó en 1889. La paloma de Bonin se extinguió a causa de la deforestación, la caza y la depredación sufrida por las ratas y gatos introducidos en el archipiélago.

## Reproducción
La paloma de Bonin se apareaban en los árboles. Sus huevo eran particularmente vulnerables a los córvidos y otros depredadores naturales. Solían poner dos huevos que tardaban en eclosionar entre 17 y 19 días, igual que otras palomas forestales vivas en la actualidad.